# Niceforoiellus assimilis
Niceforoiellus assimilis is een hooiwagen uit de familie Stygnidae.